# 保县
保县，中国古县名。
明朝洪武六年（1373年）置，治所在今四川省理县东北薛城乡，属成都府。清朝雍正五年（1727年）徙治今汶川县，属茂州直隶州。嘉庆六年（1801年）废。